# Europese kampioenschappen kleiduifschieten 1931
De Europese kampioenschappen kleiduifschieten 1931 waren kampioenschappen voor schutters in het kleiduifschieten. De derde editie van de Europese kampioenschappen vond plaats in het Poolse Lwów (in het huidige Oekraïne).

## Resultaten
| Medaille | Schutter         | Team |
| -------- | ---------------- | --- |
| Goud     | Józef Kiszkurno  | Pál Dóra Sándor Dóra Sándor Lumniczer András Montagh                                                              |
| Zilver   | Sándor Lumniczer | Vlag van Oostenrijk · Vlag van Oostenrijk · Vlag van Oostenrijk · Vlag van Oostenrijk                             |
| Brons    | András Montagh   | Vlag van Polen (1928-1980) · Vlag van Polen (1928-1980) · Vlag van Polen (1928-1980) · Vlag van Polen (1928-1980) |

1929 ·
1930 ·
1931 ·
1933 ·
1934 ·
1935 ·
1936 ·
1937 ·
1938 ·
1939 ·
1940 ·
1949 ·
1950 ·
1952 ·
1953 ·
1954